# Zak Kovalcik
Zachary "Zak" Kovalcik (né le 26 avril 1983 à Pittsburgh) est un coureur cycliste américain, spécialiste de la piste.

## Palmarès sur piste

### Championnats du monde
- Hong Kong 2017
  - 7e du scratch
  - 20e de la course aux points

### Championnats panaméricains
- Aguascalientes 2016
  -  Médaillé d'argent de la course scratch.
  -  Médaillé de bronze de l'omnium.
- Couva 2017
  -  Champion panaméricain de la course à l'américaine (avec Zachary Carlson).

### Championnats des États-Unis
- 2011
  - 3e de la poursuite par équipes
- 2012
  -  Champion des États-Unis de poursuite par équipes (avec Joe Eldridge, Daniel Holt et Zack Noonan)
- 2013
  - 2e de l'américaine
  - 3e de la course aux points
- 2014
  -  Champion des États-Unis de poursuite par équipes (avec Zach Allison, Alex Darville et Adrian Hegyvary)
  - 2e du scratch
- 2015
  - 2e du scratch
- 2016
  -  Champion des États-Unis du scratch
  -  Champion des États-Unis de l'américaine (avec Bobby Lea)
  - 2e de la course aux points
- 2017
  - 2e de la poursuite par équipes
  - 2e du scratch
  - 3e de l'omnium
- 2018
  - 3e de la poursuite par équipes
  - 3e de l'américaine

## Palmarès sur route
- 2016
  - 4e étape du Tour de Walla Walla
  - Race Avenue Criterium
  - A Dash For Cash
- 2018
  - 2e et 3e étapes du Tour de Walla Walla
  - 3e étape du Tour de Bloom (contre-la-montre)
  - Grandview Grand Prix
- 2019
  - Redmond Derby Days Criterium